# Baojun RS-5
Baojun RS-5 — пятиместный компактный кроссовер, производившийся с 2018 по 2021 год компанией Baojun.

## Описание
RS-5, ранее носивший кодовое обозначение CN210S, позиционировался выше 530 в модельном ряду Baojun. Также это первый автомобиль подкатегории «New Baojun» с использованием языка дизайна бренда Interstellar Geometry.
Baojun RS-5 дебютировал в декабре 2018 года в Гуанчжоу. Серийный выпуск начался в апреле 2019 года.

## Технические характеристики
Baojun RS-5 оснащён 1,5-литровым бензиновым двигателем с турбонаддувом мощностью 111 кВт (149 л. с.) и крутящим моментом 250 Н⋅м в паре с бесступенчатой трансмиссией, имитирующей 8 фиксированных передаточных чисел. В целях безопасности автомобиль оборудован системами ESP, ABS + EBD, VDC (система динамического контроля автомобиля), TCS (система контроля тяги), HBA (система помощи при торможении), HHC (система помощи при подъёме), электронный стояночный тормоз, Autohold, контроль давления в шинах, ACC (адаптивный круиз-контроль), LKA (помощь в удержании полосы движения), система предупреждения о выезде с полосы движения, предупреждение о знаке ограничения скорости, интеллектуальный выключатель дальнего и ближнего света, экстренное торможение, а также панорамная камера на 360 градусов.

## Галерея

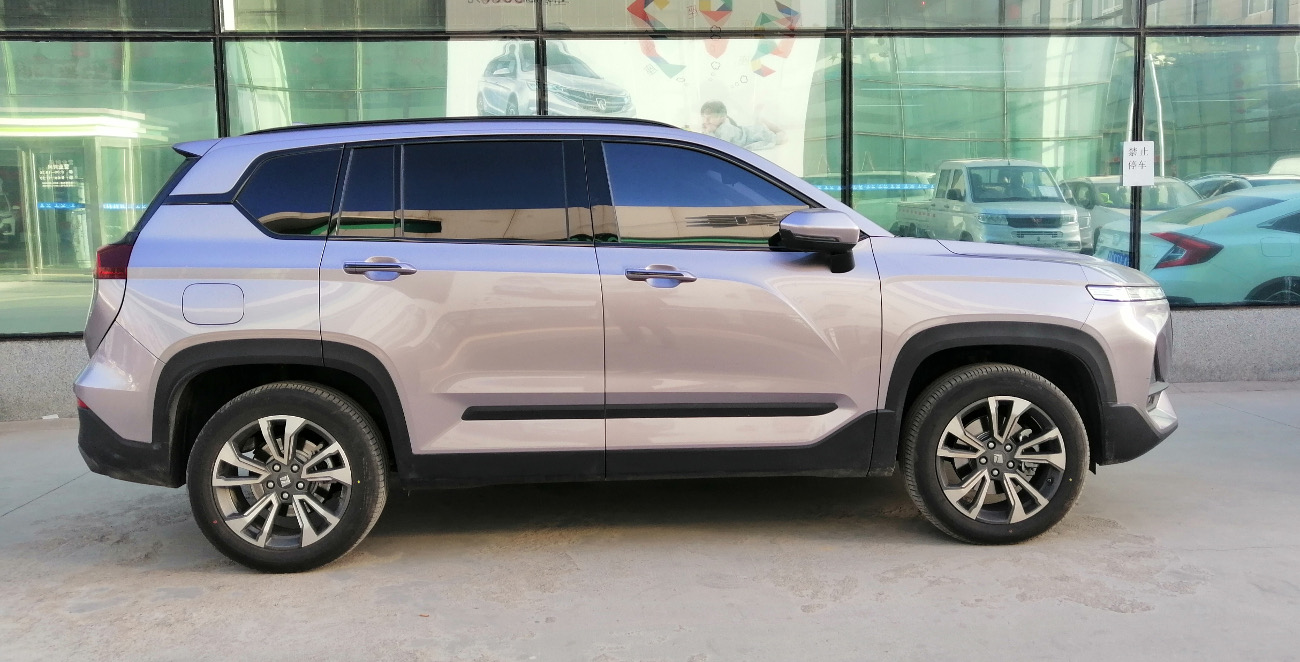
Вид сбоку
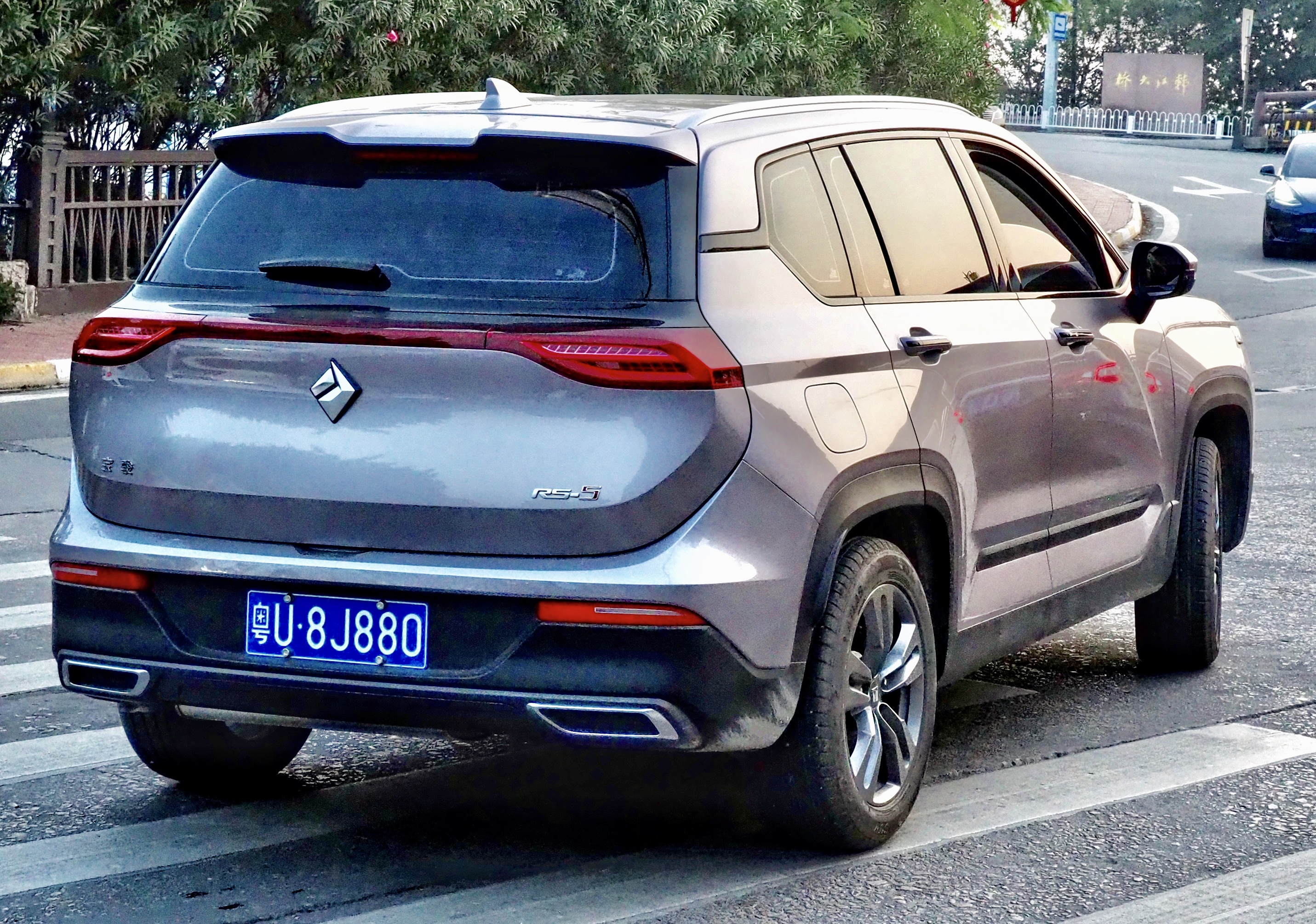
Вид сзади